# Joel Tobeck
Joel Tobeck (Auckland, 2 giugno 1971) è un attore neozelandese.

## Biografia
Nato da una famiglia di artisti, la madre Liddy Holloway fu una nota attrice televisiva in Nuova Zelanda e morì il 29 dicembre 2004 per un cancro al fegato. Fin da giovane Joel fu attratto dal mondo del teatro, accompagnando la madre al lavoro, e trovandosi sempre a stretto contatto con questo ambiente. All'età di 5 anni, venne scelto per interpretare la parte del protagonista nell'opera teatrale La duchessa di Amalfi.

## Filmografia parziale

### Cinema
- Perfect Strangers, regia di Gaylene Preston (2003)
- Il Signore degli Anelli - Il ritorno del re (The Lord of the Rings: The Return of the King), regia di Peter Jackson (2003)
- Stealth - Arma suprema (Stealth), regia di Rob Cohen (2005)
- Little Fish, regia di Rowan Woods (2005)
- Eagle vs Shark, regia di Taika Waititi (2007)
- Ghost Rider, regia di Mark Steven Johnson (2007)
- 30 giorni di buio (30 Days of Night), regia di David Slade (2007)
- The Water Horse - La leggenda degli abissi (The Water Horse: Legend of the Deep), regia di Jay Russell (2007)
- Accidents Happen, regia di Andrew Lancaster (2009)
- Macchine mortali (Mortal Engines), regia di Christian Rivers (2018)
- A Mistake, regia di Christine Jeffs (2024)

### Televisione
- Young Hercules – serie  TV, 12 episodi (1998-1999)
- Hercules (Hercules: The Legendary Journeys) – serie TV, 9 episodi (1996-1999)
- Xena - Principessa guerriera (Xena: Warrior Princess) – serie TV, episodi 5x22-6x13 (2000-2001)
- Cleopatra 2525 – serie TV, 6 episodi (2000-2001)
- Senza traccia (Without a Trace) – serie TV, episodio 5x19 (2007)
- Sons of Anarchy – serie TV, 5 episodi (2010)
- Spartacus – serie TV, episodio 3x10 (2013)
- Ash vs Evil Dead – serie TV, 6 episodi (2016)
- Harrow – serie TV, episodio 1x10 (2018)
- I Luminari - Il destino nelle stelle (The Luminaries) – miniserie TV, 6 puntate (2020)
- The New Legends of Monkey – serie TV, 6 episodi (2020)
- I misteri di Brokenwood (The Brokenwood Mysteries) – serie TV, episodio 8x01 (2022)
- Sweet Tooth – serie TV, episodi 3x01-3x05-3x06 (2024)

## Doppiatori italiani
Nelle versioni in italiano delle opere in cui ha recitato, Joel Tobeck è stato doppiato da:
- Roberto Pedicini in Ash vs. Evil Dead, The New Legends of Monkey
- Mino Caprio in Hercules, Young Hercules
- Gianni Del Vescovo in Il signore degli Anelli - Il ritorno del re
- Massimo De Ambrosis in Little Fish
- Mauro Magliozzi in Ghost Rider
- Edoardo Stoppacciaro in 30 giorni di buio
- Fabrizio Picconi in Sons of Anarchy
- Alberto Bognanni in Harrow
- Oliviero Dinelli in Sweet Tooth